# Wolfsägertal
Das Naturschutzgebiet Wolfsägertal liegt im Landkreis Südwestpfalz in Rheinland-Pfalz.
Das etwa 22 ha große Gebiet, das im Jahr 1983 unter Naturschutz gestellt wurde, befindet sich in der Gemarkung von Fischbach bei Dahn. Es erstreckt sich nördlich der Gemeinde Fischbach auf einer Länge von etwa 2,6 km entlang des Fischbachs in Richtung Nordwesten. Nördlich an das Schutzgebiet anschließend im Tal des Fischbachs, das dort auch Fischbrunnertal genannt wird, befand sich ursprünglich das zu Lemberg gehörende entlegene Gehöft des Wolfsägerhofs. Dieser Hof war um 1770 angelegt worden und war bis zu seiner Aufgabe 1957 besiedelt. Seine Bauten wurden 1958 abgerissen, heute befindet sich dort ein Jugendzeltplatz mit befestigter Hütte.
Schutzzweck des Wolfsägertals ist die Erhaltung und Sicherung naturnaher bis natürlicher Pflanzengemeinschaften in den Stauweihern. Dazu gehören die Schwimmblattfluren und die Verlandungszone im Weiher am Nollenkopf, im Fischbach und in den umgebenden Ried- und Wiesenflächen. Ebenso sollen seltene und gefährdeten Tierpopulationen in dem Gebiet erhalten werden.
Durch die Maßnahmen soll die Diversität des Gebietes gefördert werden, sowohl aus wissenschaftlichen Gründen, als auch wegen der Seltenheit und Gefährdung der Lebensgemeinschaften und Lebensstätten sowie wegen des Beitrags zur Prägung des Landschaftsbildes und dessen Eigenheit und Schönheit.